# Lutz Büchner
Lutz Büchner (* 5. August 1968 in Bremen; † 11. März 2016 in Tokio, Japan) war ein deutscher Jazzsaxophonist.

## Leben und Wirken

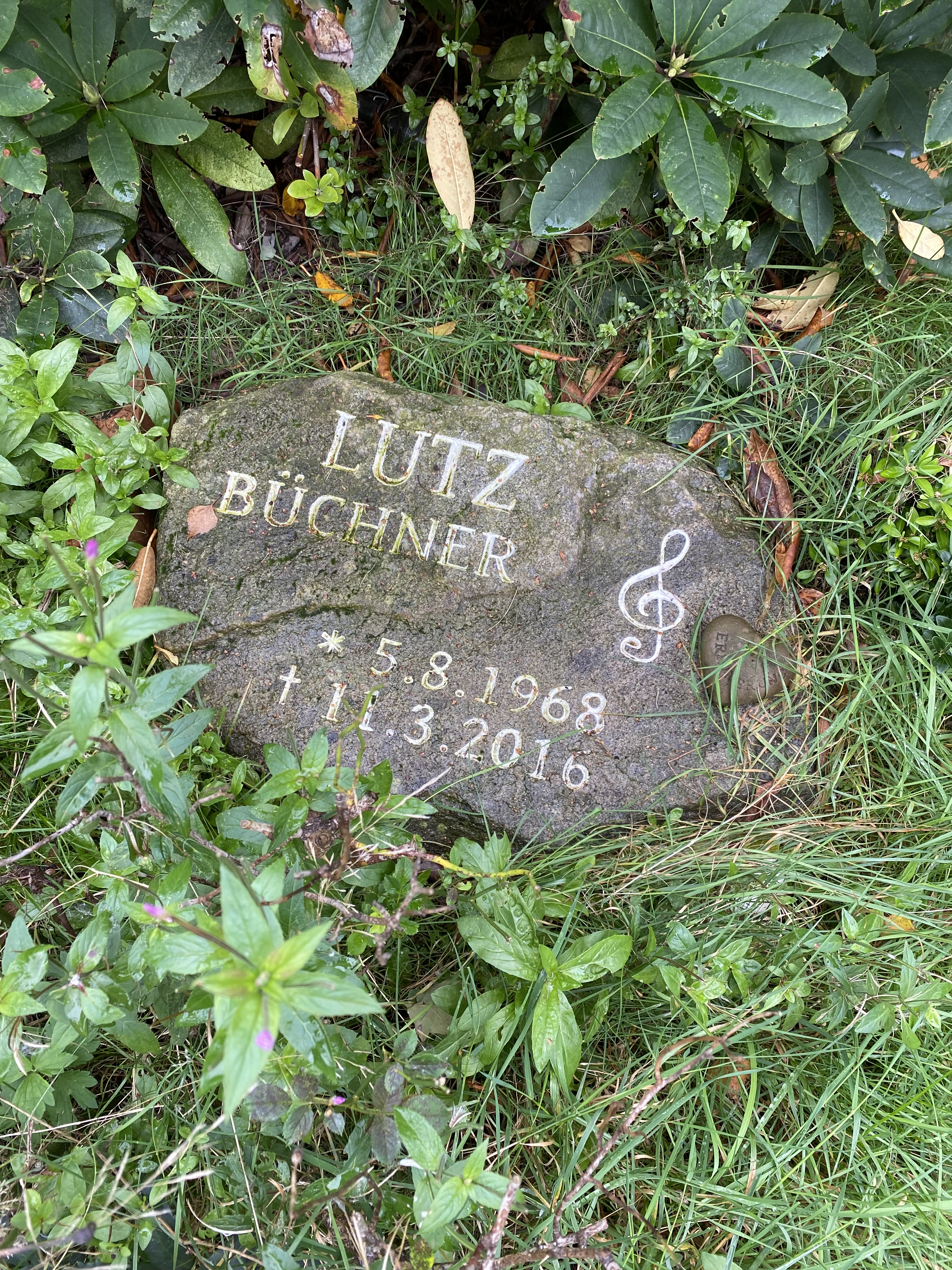
Grabstätte am Prökelmoorteich auf dem Friedhof Ohlsdorf

Büchner studierte an der Musikhochschule Hamburg bei Herb Geller und arbeitete dann mit dem Posaunisten Ed Kröger. Seit 1994 war er Mitglied der NDR Bigband. Zwischen 1996 und 1998 trat er in Hamburg regelmäßig mit Lucas Lindholm, Heinz Lichius und Buggy Braune und Gästen wie Wolfgang Schlüter und Gene Jackson auf. Außerdem arbeitete er mit Jörg Achim Kellers Small Bigband, mit Jürgen Attigs Low X und mit der Band von Nils Gessinger.
Von 2000 bis 2004 war Büchner Mitglied der Band von Alex Riel, mit der er das Album live at Jive (mit Carsten Dahl und Jesper Lundgaard) einspielte, Tourneen durch Dänemark, Norwegen und Vietnam unternahm und im Rolf-Liebermann-Studio des NDR auftrat. Seit 2001 war er Mitglied in der Band von Joe Gallardo, mit der er bei verschiedenen Festivals auftrat und das Album A Latin Shade of Blue aufnahm. Seit 2011 gehörte er zu Addi Münsters Old Merrytale Jazzband.
Mit dem eigenen Quartett (mit Sandra Hempel, Heinz Lichius und Pepe Berns) trat Büchner 2005 bei den 2. Hamburger Jazztagen in der Kampnagel-Fabrik auf. Im selben Jahr entstand mit dem Trio Konnex (mit Björn Lücker und Philipp Steen) das gleichnamige Album, das im Folgejahr erschien. 2006 erschien Büchners Album Ring (mit Sandra Hempel, Danny Gottlieb, Vladislav Sendecki, Paul Imm und Jürgen Attig).
Mit der NDR Bigband trat Büchner bei Festivals in London, Chicago, Paris, New York und Peking auf und nahm an Tourneen durch Südamerika, Spanien, Portugal und Südafrika teil. Während einer Japan-Tournee der NDR-Bigband starb er in Tokio im Alter von 47 Jahren an einem Herzinfarkt. Er hinterlässt seine Frau und einen Sohn.
Joachim Knuth, Programmdirektor Hörfunk beim NDR, schrieb zum Tod Büchners:

„Die Nachricht vom Tod Lutz Büchners macht mich sehr betroffen. Ich habe ihn als einen liebenswürdigen Menschen erlebt, der leidenschaftlich mit und für Musik lebte. Lutz Büchner hatte den Jazz im Blut. Er liebte den spielerischen Umgang mit der Musik, die Improvisation. Der Tod dieses beeindruckenden Saxofonisten ist für die NDR Bigband, für den NDR, ein großer Verlust.“

Die offizielle Trauerfeier fand am 5. April 2016 in Hamburg statt, zu der auch Büchners musikalischer Begleiter Al Jarreau aus den USA angereist war. Während des Trauerzuges wurden Lieder im Stil einer Jazz-Beerdigung aus Jarreaus Heimatstadt New Orleans gespielt. Seine Grabstätte befindet sich auf dem Friedhof Ohlsdorf.

## Lexikalischer Eintrag
- Jürgen Wölfer Jazz in Deutschland. Das Lexikon. Alle Musiker und Plattenfirmen von 1920 bis heute. Hannibal Verlag, St. Höfen 2008; ISBN 978-3-85445-274-4